# Botany Bay

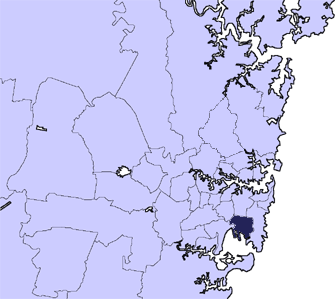
Botany Bay

Botany Bay está localizada em Sydney, Nova Gales do Sul, Austrália, 13 km (8 milhas) ao sul do distrito comercial central de Sydney. Sua fonte é a confluência do rio Georges em Taren Point e do rio Cooks em Kyeemagh, que flui 10 km (6 mi) para o leste antes de encontrar sua foz no Mar da Tasmânia, ponto médio entre os subúrbios de La Perouse e Kurnell. O promontório norte da entrada da baía do Mar da Tasmânia é Cape Banks e, no lado sul, o promontório externo é Cape Solander e o promontório interno é Sutherland Point.

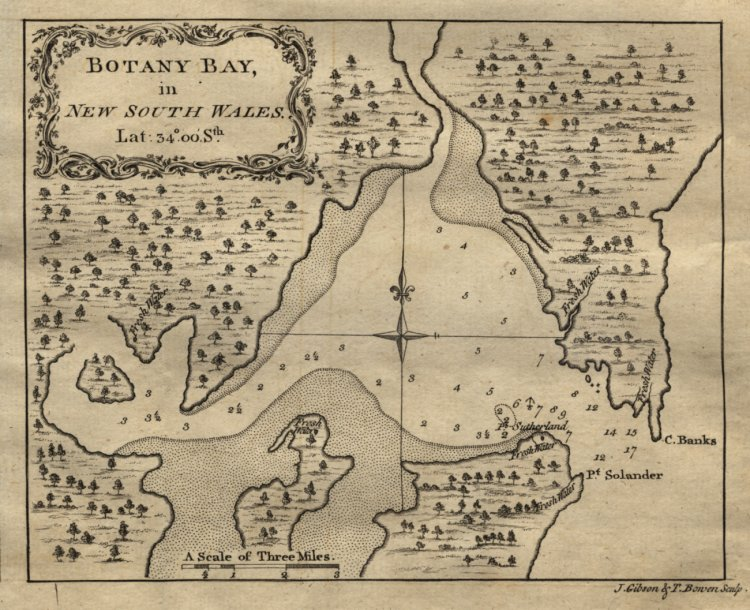
Mapa de Botany Bay

A área total de captação da baía é de aproximadamente 55 km2. Apesar de sua relativa superficialidade, a baía agora serve como o principal porto marítimo de carga metropolitana de Sydney, localizado em Port Botany, com instalações administradas pela Sydney Ports Corporation. Duas pistas do Aeroporto de Sydney se estendem para a baía, assim como algumas instalações portuárias. O Parque Nacional de Botany Bay está localizado nos promontórios norte e sul da baía. A área ao redor da baía é geralmente administrada por Estradas e Serviços Marítimos. As terras adjacentes a Botany Bay foram colonizadas por muitos milhares de anos pelos povos Tharawal e Eora e seus clãs associados. Em 29 de abril de 1770, Botany Bay foi o local do primeiro pouso de James Cook do HMS Endeavour na massa de terra da Austrália, após sua extensa navegação na Nova Zelândia. Mais tarde, os britânicos planejaram Botany Bay como local para uma colônia penal. Destes planos surgiu a primeira habitação europeia da Austrália em Sydney Cove. Embora o acordo penal tenha sido quase imediatamente transferido para Sydney Cove, por algum tempo na Grã - Bretanha o transporte para "Botany Bay" foi uma metonímia para transporte para qualquer um dos assentamentos penais australianos.